# Dániel Angyal
Dániel Angyal (* 29. März 1992 in Budapest) ist ein ungarischer Wasserballspieler. Er war mit der Nationalmannschaft einmal Olympiadritter und einmal Weltmeister. Bei Europameisterschaften gewann er bis 2023 je eine Gold- und Silbermedaille.

## Karriere
Angyal begann bei KSI. Nach je zwei Jahren bei Honvéd Budapest und bei Vasas Budapest spielte Angyal von 2014 bis 2018 für ZF Eger und dann vier Jahre bei Szolnoki Vízilabda SC. Nach einem Jahr bei Orvosegyetem SC ging er 2023 nach Frankreich. 2021 gewann der Defensivspezialist seinen einzigen ungarischen Meistertitel.
Der 2,03 Meter große Angyal war mit der ungarischen Mannschaft 2099 Neunter und 2011 Achter der Junioren-Weltmeisterschaft. 2014 spielte er beim Weltpokal in der ungarischen Nationalmannschaft, wurde aber bis zu den Olympischen Spielen 2016 kein Stammspieler.
2018 bei der Europameisterschaft in Barcelona belegten die Ungarn den achten Platz. Angyal erzielte drei Turniertore. Im Jahr darauf bei der Weltmeisterschaft 2019 in Gwangju besiegten die Ungarn im Viertelfinale die Australier. Nach Niederlagen gegen Italien im Halbfinale und gegen die Kroaten im Spiel um den dritten Platz erreichten die Ungarn den vierten Platz. Anfang 2020 fand die Europameisterschaft in Budapest statt. Die Ungarn gewannen ihre Vorrundengruppe vor den Spaniern, wobei der direkte Vergleich mit 7:7 endete. Nach einem Sieg über die Russen im Viertelfinale gewannen die Ungarn im Halbfinale mit 10:8 gegen Montenegro. Im Finale trafen die Ungarn wieder auf die Spanier. Nach der Verlängerung stand es 9:9, im Fünfmeterschießen bezwangen die Ungarn ihre Gegner mit 5:4. Wegen der COVID-19-Pandemie fanden die Olympischen Spiele in Tokio erst 2021 statt. Nach einem dritten Platz in ihrer Vorrundengruppe besiegten die Ungarn im Viertelfinale die Kroaten mit 15:11. Im Halbfinale unterlagen sie den Griechen mit 6:9. Das Spiel um den dritten Platz entschieden die Ungarn mit einem 9:5 über die Spanier für sich. Angyel erzielte sowohl im Viertelfinale als auch im Spiel um den dritten Platz jeweils ein Tor.
Im Jahr darauf fand die Weltmeisterschaft 2022 wieder in Budapest statt. Die Ungarn belegten den siebten Platz. Einen Monat später erreichten die Ungarn bei der Europameisterschaft in Split mit Siegen über Montenegro und Spanien das Finale, dort gewannen die Kroaten mit 10:9. Im Juli 2023 erreichten die Ungarn mit knappen Siegen über die Nationalteams aus den Vereinigten Staaten und aus Spanien das Finale bei den Weltmeisterschaften in Fukuoka. Im Endspiel gegen Griechenland konnten sich die Ungarn erst im Penalty-Schießen durchsetzen. Angyal warf einen Treffer im Halbfinale. Im Januar 2024 unterlagen die Ungarn den Italienern im Spiel um Bronze bei der Europameisterschaft in Eindhoven. Im Februar 2024 bei der Weltmeisterschaft in Doha erreichten die Ungarn den siebten Platz. Bei den Olympischen Spielen in Paris gewannen die Ungarn im Viertelfinale im Penaltyschießen gegen die Italiener. Das Halbfinale verloren die Ungarn mit 8:9 gegen die Kroaten. Im Spiel um Bronze stand es am Ende der regulären Spielzeit 8:8, im Penaltyschießen siegte das Team aus den Vereinigten Staaten. Angyal erzielte im Spiel um Bronze ein Tor.
2025 bei der Weltmeisterschaft in Singapur besiegten die Ungarn im Viertelfinale die Kroaten mit 18:12 und im Halbfinale die Serben mit 19:18. Im Endspiel unterlagen sie den Spaniern mit 13:15.